# برشاوشان مغبر
برشاوشان مغبر (الاسم العلمي: Adiantum pulverulentum) هو نوع من النباتات يتبع جنس البرشاوشان من الفصيلة الديشارية.